# سوزان والترز
سوزان والترز (بالإنجليزية: Susan Walters)‏ هي عارضة ومتسابقة ملكة الجمال وممثلة أمريكية، ولدت في 28 سبتمبر 1963 بأتلانتا في الولايات المتحدة.

## أعمال

### أفلام
- (2014) اقتل الرسول[4][5]

### مسلسلات
- جاغ
- التحقيق في موقع الجريمة
- ميامي

## وصلات خارجية
- سوزان والترز على موقع IMDb (الإنجليزية)
- سوزان والترز على موقع ألو سيني (الفرنسية)
- سوزان والترز على موقع أول موفي (الإنجليزية)
- سوزان والترز على موقع قاعدة بيانات الأفلام السويدية (السويدية)
- سوزان والترز على موقع إن إن دي بي (الإنجليزية)
- سوزان والترز على موقع قاعدة بيانات الفيلم (الإنجليزية)
- سوزان والترز على موقع كينوبويسك (الروسية)